# Volvo B10M
Volvo B10M – wysokopodłogowy autobus miejski klasy MAXI z turbodoładowanym silnikiem podpodłogowym umieszczonym pomiędzy osiami produkowany przez szwedzką firmę Volvo AB w latach 1978–2003. Jest następcą modelu B58 produkowanego w latach 1966–1982.
W Wielkiej Brytanii ten model autobusu uzyskał tytuł najlepiej sprzedającego się podwozia autobusu w latach osiemdziesiątych i dziewięćdziesiątych XX wieku. Produkowany był w dwóch wersjach podwozia: autokar pod zabudowę oraz jako autobus miejski, w siedmiu wariantach rozstawu osi: 4600 mm, 5000 mm, 5500 mm, 6000 mm, 6250 mm, 6500 mm, 7000 mm.
Do napędu zastosowano turbodoładowane silniki THD, a w latach późniejszych DH10A, oraz automatyczne skrzynie biegów (ZF, Allison, Voith) bądź manualne.
W 1981 roku zaprezentowano podwozie pod autobus piętrowy, które nazywa się Volvo B10MD, zaś w 1982 roku zaprezentowano podwozie przegubowego autobusu o nazwie Volvo B10MA. W tym samym roku pojawiły się pierwsze egzemplarze oszczędnościowego modelu Volvo B9M, które wyróżniały się uboższym wyposażeniem, oraz słabszym silnikiem.
We współpracy ze szwajcarskim Ramseier & Jenzer opracowano też autokar integralny Volvo C10M. Pojazdy tego typu wykonano w latach 1984–1987.
Volvo B10M było karosowane przez wiele firm karosujących pojazdy. Są to między innymi firmy takie jak Säffle, Marcopolo, DAB, Wiima, Den Oudsten, Hess, Plaxton, Aabenraa, Neobus, Delta, Ajokki, Carrus, Alexander, Ikarus, Jonckheere, Berkhof, Ramseier & Jenzer i Van Hool.
Produkcja tego typu zakończyła się w 2001 roku, chociaż egzemplarze na rynek brazylijski produkowano aż do 2003 roku. Następcą jest Volvo B12M.